# بات بالارد
بات بالارد (بالإنجليزية: Pat Ballard)‏ هو كاتب أغاني وملحن أمريكي، ولد في 19 يونيو 1899 في تروي في الولايات المتحدة، وتوفي في 26 أكتوبر 1960 في نيويورك في الولايات المتحدة.

## وصلات خارجية
- بات بالارد على موقع IMDb (الإنجليزية)
- بات بالارد على موقع ميوزك برينز (الإنجليزية)
- بات بالارد على موقع أول ميوزيك (الإنجليزية)
- بات بالارد على موقع ديسكوغز (الإنجليزية)